# Nikola Nikezić
Nikola Nikezić (in serbo Никола Никезић?; Titograd, 13 giugno 1981) è un ex calciatore montenegrino e precedentemente jugoslavo, fino alla definitiva conclusione dell'esperienza federativa della Jugoslavia avvenuta nel 2003, nonché serbo-montenegrino, fino alla scissione della Serbia e Montenegro in due stati indipendenti occorsa nel 2006. Di ruolo attaccante.

## Carriera

### Club
Inizia la carriera nella squadra della sua città, il Budućnost Podgorica, con cui gioca entra anche in prima squadra, militando fino al termine della stagione 2001-2002. Nell'estate del 2002, rimane in Montenegro, trasferendosi al Sutjeska Nikšić dove rimane fino al 2005.
Si trasferisce quindi in Slovenia, dapprima al Domžale, poi all'Gorica, dove dimostra le proprie doti di attaccante, vincendo la classifica cannonieri della stagione 2006-2007, attirando così l'interesse di diverse squadre.
Nel giugno del 2007 si trasferisce in Francia, al Le Havre

### Nazionale
Ha fatto parte della spedizione serbo-montenegrina all'Olimpiade di Atene 2004.
Dal 2007 gioca per la nazionale del Montenegro.